# 2008年夏季奥林匹克运动会伯利兹代表团
2008年夏季奥林匹克运动会伯利兹代表团参加2008年8月8日至24日在中国北京主办的第29届夏季奥运。该国在该届比赛中共派出4名运动员，参加2个大项的比赛。